# دوري هونغ كونغ لكرة القدم 1965–66
دوري هونغ كونغ لكرة القدم 1965–66 هو الموسم 21 من دوري هونغ كونغ لكرة القدم ‏. كان عدد الأندية المشاركة فيه 12، وفاز فيه نادي جنوب الصين.